# Minardi PS01
A Minardi PS01 egy Formula–1-es versenyautó, amelyet a Minardi csapat tervezett és versenyeztetett a 2001-es Formula–1 világbajnokság. Pilótái Tarso Marques és Fernando Alonso voltak, illetve a szezon végén az utóbbit váltó Alex Yoong.

## Áttekintés
Ez volt a csapat első autója, amely már az új tulajdonos, Paul Stoddart felügyelete alatt készült, ezt jelképezte a típusmegjelölésben a PS rövidítés. Az ügyletre alig két hónappal a szezon kezdete előtt került sor, miután a halálos beteg Gabriele Rumi eladta a Minardiban meglévő érdekeltségét. 
Ennek köszönhetően a PS01 rohamtempóban készült el, és nem is volt egészen készen a szezonnyitóra, Marques autóját például még szerelték az ausztrál nagydíjon. A Gustav Brunner által tervezett autó letisztult, áramvonalas kialakítású volt, a tesztelés hiánya és az elavult motor miatt azonban hátrányból indult a csapat. A motorok a Ford VJ Zetec-R erőforrások voltak, azonban átcímkézték őket European-re, Paul Stoddart vállalkozása, az European Aviation után.
Mindennek ellenére meglepően versenyképesnek mutatkoztak, és adott esetben a középmezőnnyel is tudtak csatázni, általában Alonso. Pontot azonban egész idényben nem tudtak szerezni, és az is nagy csapásként érte őket, hogy Brunner az év közben átigazolt a Toyota alakulóban lévő csapatához. Marques nem is húzta ki a szezon végéig, a helyére a maláj támogatókkal a háta mögött álló Alex Yoong ült, aki Malajzia első Formula–1-es pilótája lett.
A belga nagydíjtól kezdve használták a B-specifikációjú autót, amely átdolgozott hátsó részt és új váltót kapott.
A festésük is megváltozott: a Telefonica és a Fondmetal távozásával az addigi zöldessárga színvilágot felváltotta a fekete-fehér.

## Eredmények
| Év   | Csapat              | Motor    | Gumik | Pilóták         | 1   | 2   | 3   | 4   | 5   | 6   | 7   | 8   | 9   | 10  | 11  | 12  | 13  | 14  | 15  | 16  | 17  | Pontok | Helyezés |
| ---- | ------------------- | -------- | ----- | --------------- | --- | --- | --- | --- | --- | --- | --- | --- | --- | --- | --- | --- | --- | --- | --- | --- | --- | ------ | -------- |
| 2001 | European Minardi F1 | European | M     |                 | AUS | MAL | BRA | SMR | ESP | AUT | MON | CAN | EUR | FRA | GBR | GER | HUN | BEL | ITA | USA | JPN | 0      | 11.      |
| 2001 | European Minardi F1 | European | M     | Tarso Marques   | KI  | 14  | 9   | KI  | 16  | KI  | KI  | 9   | KI  | 15  | NK  | KI  | KI  | 13  |     |     |     | 0      | 11.      |
| 2001 | European Minardi F1 | European | M     | Alex Yoong      |     |     |     |     |     |     |     |     |     |     |     |     |     |     | KI  | KI  | 16  | 0      | 11.      |
| 2001 | European Minardi F1 | European | M     | Fernando Alonso | 12  | 13  | KI  | KI  | 13  | KI  | KI  | KI  | 14  | 17† | 16  | 10  | KI  | NI  | 13  | KI  | 11  | 0      | 11.      |

† - nem fejezte be a futamot, de rangsorolták, mert teljesítette a versenytáv 90 százalékát